# (1749) Telamon
(1749) Telamon – planetoida z grupy trojańczyków z obozu greckiego okrążająca Słońce w ciągu 11 lat i 282 dni w średniej odległości 5,17 au. Została odkryta 23 września 1949 roku w Landessternwarte Heidelberg-Königstuhl w Heidelbergu przez Karla Reinmutha. Nazwa planetoidy pochodzi od Telamona, jednego z uczestników wojny trojańskiej. Przed jej nadaniem planetoida nosiła oznaczenie tymczasowe (1749) 1949 SB.